# Sieciechów (gemeente)
De gemeente Sieciechów is een landgemeente in het Poolse woiwodschap Mazovië, in powiat Kozienicki.
De zetel van de gemeente is in Sieciechów.
Op 30 juni 2004 telde de gemeente 4251 inwoners.

## Oppervlakte gegevens
In 2002 bedroeg de totale oppervlakte van gemeente Sieciechów 61,26 km², waarvan:
- agrarisch gebied: 73%
- bossen: 7%

De gemeente beslaat 6,68% van de totale oppervlakte van de powiat.

## Demografie
Stand op 30 juni 2004:
| Omschrijving                   | Totaal | Totaal | Vrouwen | Vrouwen | Mannen | Mannen |
| ------------------------------ | ------ | ------ | ------- | ------- | ------ | ------ |
| eenheid                        | aantal | %      | aantal  | %       | aantal | %      |
| inwoners                       | 4251   | 100    | 2158    | 50,8    | 2093   | 49,2   |
| bevolkingsdichtheid (inw./km²) | 69,4   | 69,4   | 35,2    | 35,2    | 34,2   | 34,2   |

In 2002 bedroeg het gemiddelde inkomen per inwoner 1328,51 zł.

## Administratieve plaatsen (sołectwo)
Głusiec, Kępice, Łoje, Mozolice Duże, Mozolice Małe, Nagórnik, Nowe Słowiki, Opactwo, Sieciechów, Słowiki-Folwark, Stare Słowiki, Wola Klasztorna, Wólka Wojcieszkowska, Występ, Zajezierze, Zbyczyn.

## Aangrenzende gemeenten
Dęblin, Garbatka-Letnisko, Gniewoszów, Kozienice, Puławy, Stężyca